# Орсара Бормида
Орсара Бормида (итал. Orsara Bormida) је насеље у Италији у округу Алесандрија, региону Пијемонт.
Према процени из 2011. у насељу је живело 228 становника. Насеље се налази на надморској висини од 225 м.

## Становништво
| 1931. | 1936. | 1951. | 1961. | 1971. | 1981. | 1991. | 2001. | 2011. |
| ----- | ----- | ----- | ----- | ----- | ----- | ----- | ----- | ----- |
| 1.116 | 1.046 | 827   | 665   | 572   | 493   | 418   | 417   | 406   |